# Hasan Seyidbeyli
Hasan Seyidbeyli (en azéri : Həsən Mehdi oğlu Seyidbəyli), né le 22 décembre 1920 à Bakou, est un écrivain, dramaturge, scénariste, réalisateur et artiste du peuple de la RSS d'Azerbaïdjan.

## Biographie
Hasan Seyidbeyli est né le 22 décembre 1920 à Bakou. En 1938-1939, il étudie à l'Institut des réalisateurs de films de Leningrad. En 1942, il commence à écrire. En 1943, il poursuit sa formation à la faculté de directeur de l'Institut de cinématographie Gerasimov (avec S. Eisenstein et G. Kozintsev).

## Œuvre
Hasan Seyidbeyli a donné une grande impulsion au développement du cinéma azerbaïdjanais en tant que personnalité publique.
En 1963-1975 il travaille comme réalisateur au studio de cinéma d'Azerbaïdjan et devient premier secrétaire du conseil d'administration de l'Union des cinéastes d'Azerbaïdjan. En 1975-1980 il est élu président de l'Union des cinéastes d'Azerbaïdjan. Les pièces Examen, Chercheurs d’or, Portes fermées ont été mises en scène en Azerbaïdjan et à l'étranger. Les romans Sur les rives de la Kura (1953), Standardiste (1960), Du front au front (1961), Les années passent (1973, avec Imran Gasimov), Tarzana (1975), Fleur (1978), La mer aime les braves (1954), Pourquoi vivez-vous (1959, en commun avec I. Gasimov) parlent du travail de ses contemporains et leur pureté morale. Le roman Sur les rives lointaines (1958, avec I. Gasimov) est dédié au héros de l'Union soviétique Mehdi Huseynzadé. Ses œuvres ont été traduites dans plusieurs langues.  
Hasan Seyidbeyli est le directeur du film sur la vie du poète et philosophe Nasimi.
Ses films ont remporté des prix et des diplômes aux festivals de cinéma de toute l’URSS.

## Filmographie

### Réalisateur
- 1963 : Il y a aussi une île (en russe : Есть и такой остров)
- 1966 : Pourquoi es-tu silencieux? (ru)
- 1969 : Je me souviens de toi, professeur (ru)
- 1970 : Je cherche une fille (ru)
- 1973 : Nassimi (ru)

## Distinctions
- Artiste du peuple de la RSS d'Azerbaïdjan, 23 décembre 1976
- Diplôme honorifique et diplôme du jury, 1977
- Ordre de la bannière rouge du travail
- Ordre de l'Insigne d'honneur